# 韮川村
韮川村（にらがわむら）は、群馬県の東部、山田郡に属していた村である。

## 地理
金山丘陵の東部に位置する。村域のほとんどが平地である。

## 歴史
- 1889年（明治22年）4月1日 - 町村制施行により太田町の一部，台之郷村，東長岡村，石原村，安良岡村，東金井村，上小林村，矢場村，植木野村，荒金村，大町村，下小林村，茂木村，沖之郷村，竜舞村，八重笠村が合併して山田郡韮川村が成立する。
- 1893年（明治26年）7月15日 - 矢場川村、休泊村が分立する。
  - 矢場川村 ← 矢場，荒金，大町，植木野
  - 休泊村 ← 下小林，茂木，沖之郷，竜舞，八重笠
- 1932年（昭和7年）10月25日 - 東武伊勢崎線韮川駅開業。
- 1940年（昭和15年）4月1日 - （旧）太田町、九合村、沢野村と合併し太田町となる。
- 1948年（昭和23年）5月3日 - 太田町が市制施行し太田市となる。

## 交通

### 鉄道
- 東武鉄道
  -  伊勢崎線：韮川駅
- 現在は旧村域に東武小泉線の竜舞駅がある。